# جويل إدواردز
جويل إدواردز (بالإنجليزية: Joel Edwards)‏ هو لاعب غولف أمريكي، ولد في 22 نوفمبر 1961 في دالاس في الولايات المتحدة.

## وصلات خارجية
- جويل إدواردز على موقع رابطة لاعبي الغولف المحترفين (الإنجليزية)
- جويل إدواردز على موقع التصنيف العالمي الرسمي للغولف (الإنجليزية)